# Eisenbahnunfall von Salisbury (1906)

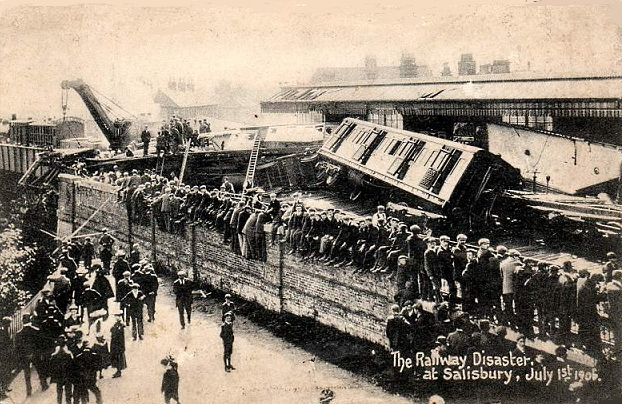
Aufnahme am Tag des Unfalls

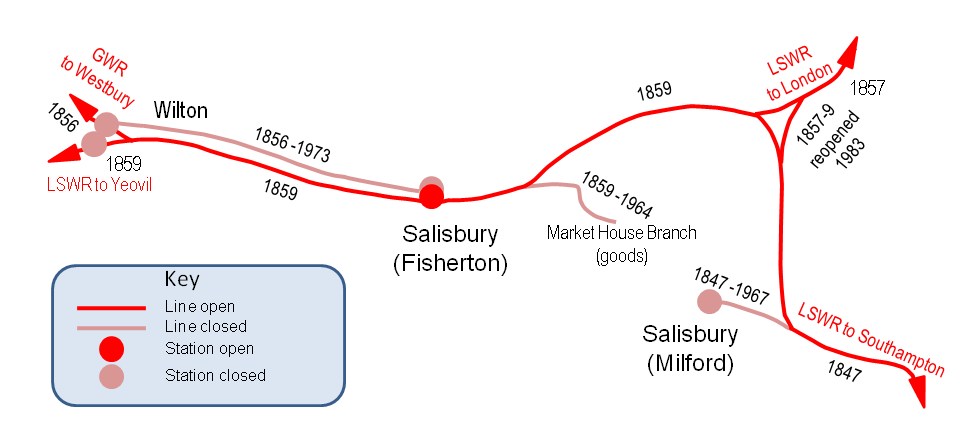
Lageskizze der Gleisanlagen im Bereich des Bahnhofs Salisbury. Die Unfallkurve befindet sich östlich des Bahnhofs

Der Eisenbahnunfall von Salisbury am 1. Juli 1906 wurde durch überhöhte Geschwindigkeit eines Boat train verursacht, der vom Bahnhof Plymouth-Friary in Plymouth zum Bahnhof London Waterloo unterwegs war und kurz nach dem Passieren des Bahnhofs von Salisbury in einer engen Kurve entgleiste. 28 Menschen starben bei dem Unfall, weitere wurden verletzt. Unter den Opfern waren 24 der 43 Fahrgäste, Lokführer und Heizer des Boat Trains, ein Bremser und der Lokführer eines entgegenkommenden Güterzugs.

## Rahmen
Die Gleisanlagen von Salisbury stammen aus der Frühzeit der Eisenbahn. Die Bahnsteige liegen in einer starken Krümmung, der sich ein Gegenbogen mit einem Radius von circa 160 m anschließt, der vor dem Unfall mit maximal 48 km/h befahren werden durfte.
Boat Trains waren auf dieser Strecke Expresszüge, die ohne Verkehrshalt alle Bahnhöfe zwischen Plymouth und London durchfuhren und lediglich für einen Lokwechsel in Templecombe hielten. Es waren die einzigen Züge, die den Bahnhof Salisbury ohne Halt durchfuhren.

## Unfallhergang

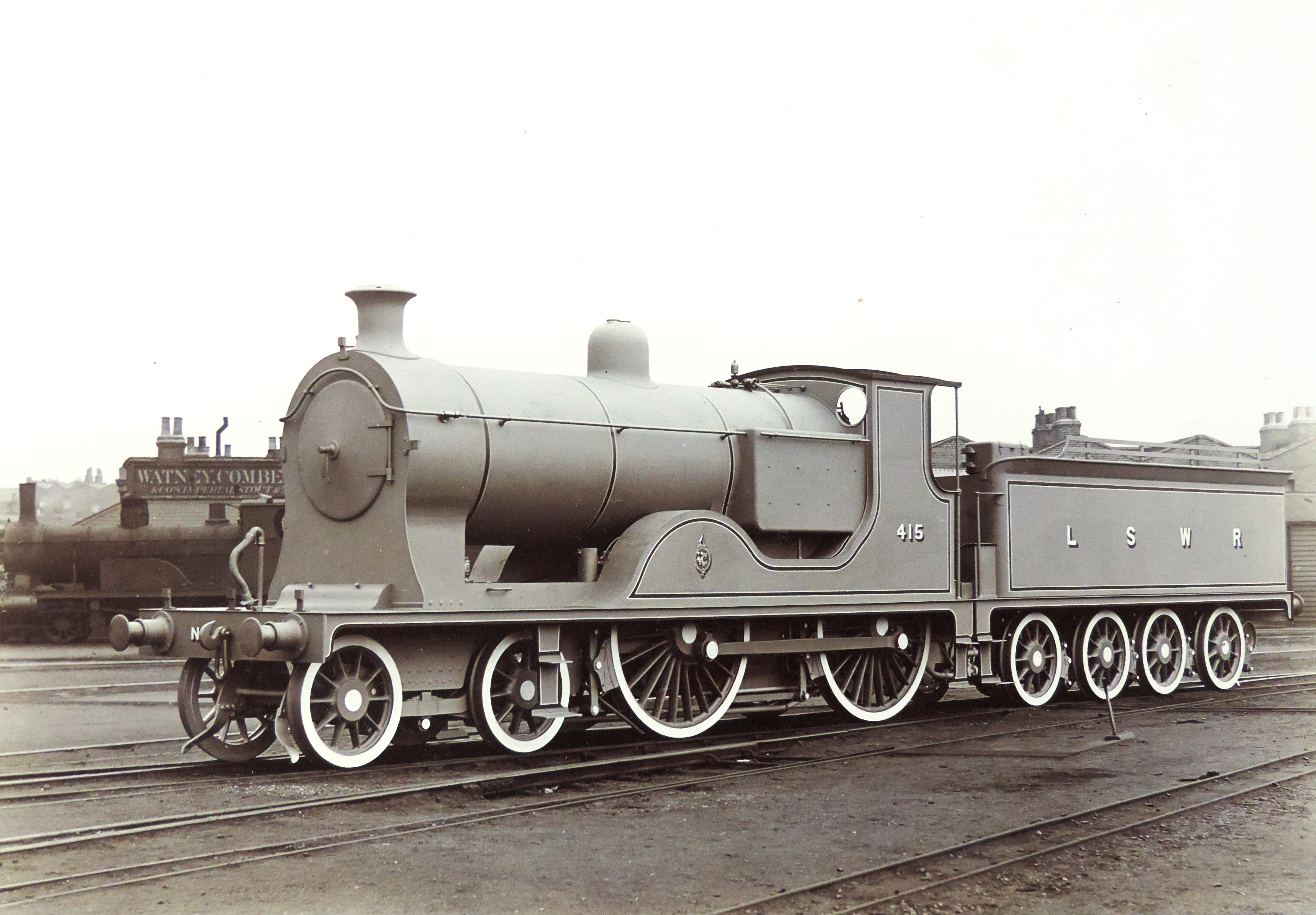

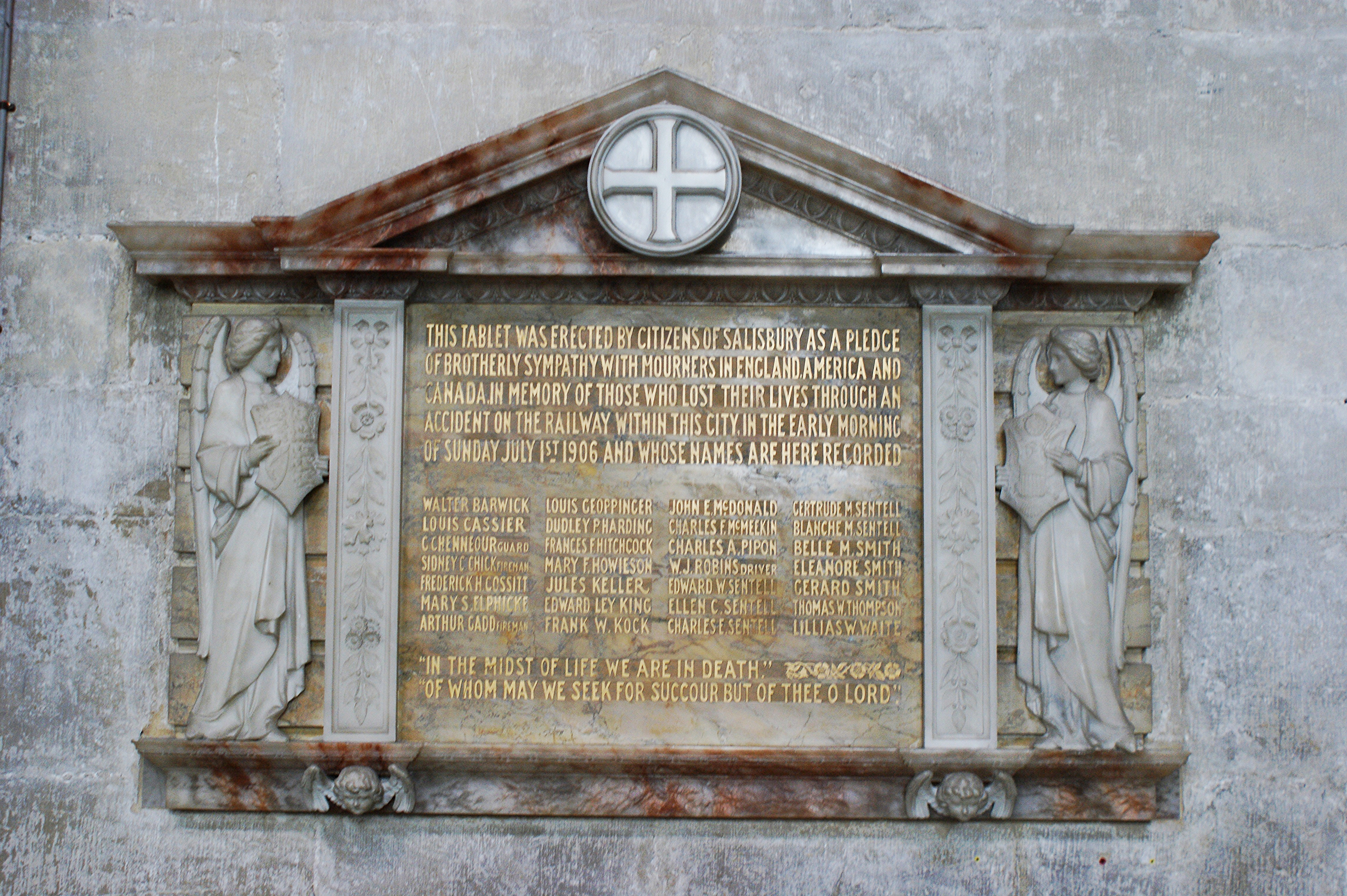

Der Zug war nachts unterwegs. Er war am späten Abend des 30. Juni 1906 in Plymouth abgefahren und passierte den Bahnhof Salisbury am 1. Juli 1906 gegen 1:50. Statt der vorgeschriebenen Geschwindigkeit durchfuhr der Lokomotivführer den Bahnhof und die Kurven mit einer Geschwindigkeit von annähernd 120 km/h. Die Gründe dafür konnten nie aufgeklärt werden:
- Am Unfalltag war eine Lokomotive der neueren Baureihe LSWR L12 vorgespannt, die gegenüber den sonst eingesetzten LSWR T9 einen höher liegenden Schwerpunkt hatte.
- Der Lokführer fuhr zum ersten Mal einen Boat Train und damit ohne Halt durch den Bahnhof Salisbury.
- Hinter der Ausfahrtkurve des Bahnhofs Salisbury begann eine Steigung. Es war üblich, dass Lokführer dafür einen „Anlauf“ nahmen.
- Zum Unfallzeitpunkt bestand zwischen der London and South Western Railway und der Great Western Railway ein heftiger Konkurrenzkampf im Verkehr zwischen Plymouth und London um Fracht und Passagiere aus Übersee. Das Personal der Bahngesellschaften lieferte sich – von den Direktionen geduldet – regelrechte Wettrennen, um keine Passagiere an die Konkurrenz zu verlieren.

Die Lokomotive kippte in der engen Kurve aus dem Gleis, streifte einen entgegenkommenden Güterzug, zertrümmerte einen Brückenpfeiler und stieß schließlich gegen eine hinter der Brücke stehende Dampflokomotive. Der erste Personenwagen des Zuges wurde durch die Trägheit der folgenden Wagen an der Lokomotive zerschmettert, der zweite prallte gegen den Träger der Brücke, der dritte wurde vom Schlusswagen zerstört, der seinerseits ohne größere Beschädigungen blieb.

## Folgen
Die zulässige Geschwindigkeit in der Kurve wurde halbiert. Bis heute darf sie nur mit 24 km/h befahren werden. Außerdem musste nun jeder Zug zuvor im Bahnhof Salisbury halten.